# カール・ラントシュタイナー
カール・ラントシュタイナー（Karl Landsteiner、1868年6月14日 - 1943年6月26日）は、オーストリアの病理学者、血清学者。ABO式血液型やRh式血液型など複数の血液型を発見した。

## 生涯・経歴
ラントシュタイナーはバーデン・バイ・ウィーンでユダヤ人として生まれた。父は、記者・新聞編集者・法学博士のレオポルト・ラントシュタイナー(Leopold Landsteiner)。父親とは6歳のときに死別し、母ファニー・ヘス(Fanny Hess)によって育てられた。
1891年にウィーン大学で医学の学位を取得し、ドイツのエミール・フィッシャーらの下で学んだことにより化学にも精通していた。
1900年にABO式血液型を発見、翌1901年11月14日に論文を発表。なお、ラントシュタイナーが発見したのはAB型以外の3つであり、発表時点ではA型、B型、C型としていた。これにより、1930年にノーベル生理学・医学賞を受賞している。
1908年にウィーン大学の病理学の教授となり、同年ポリオの病原体、ポリオウイルスを発見した。1916年にはヘレン・ヴラスト(Helen Wlasto)と結婚し一人の息子をもうけた。その後、第一次世界大戦のため、オランダへと移った。
1922年にニューヨークのロックフェラー研究所に加わり、1937年には弟子アレクサンダー・ウィーナー（en:Alexander S. Wiener）とRh因子を発見。この間、アメリカの国民となり、1939年に退職後も終生をニューヨークで過ごした。1943年、実験室において心臓発作で死去した。
1997年から2002年のユーロ流通開始まで発行されていた1000オーストリア・シリング紙幣に肖像が使用されていた。